# Sackhorn
Sackhorn är en bergstopp i Schweiz.   Den ligger i distriktet Raron och kantonen Valais, i den centrala delen av landet, 60 km söder om huvudstaden Bern. Toppen på Sackhorn är 3 204 meter över havet, eller 98 meter över den omgivande terrängen. Bredden vid basen är 0,33 km.
Terrängen runt Sackhorn är huvudsakligen bergig, men åt nordost är den kuperad. Närmaste större samhälle är Adelboden, 16,8 km väster om Sackhorn. 
Trakten runt Sackhorn består i huvudsak av gräsmarker. Runt Sackhorn är det ganska tätbefolkat, med 56 invånare per kvadratkilometer.